# シャーリー (漫画)
『シャーリー』は、森薫による日本の漫画作品。エドワード朝時代のイギリスを舞台に、女主人が一人で暮らす家に住み込みで働くことになった少女、シャーリー・メディスンのメイド生活を描く。
当初は作者の森が漫画家デビュー前に描いていた創作同人作品であったが、2003年にエンターブレインより単行本が出版され、2006年以降は商業漫画誌にて不定期に新作が発表されている。単行本は2巻まで刊行されている。

## 概要
本作は森が商業誌デビュー前に初めて本格的に描いた漫画であり、執筆した当時は「ペン先を替えるという事すら知らなかった」ころであったという。
個人作品（同人誌）として発表された全5話分の内容を収録した単行本は、2003年2月24日に森の商業誌デビュー作である『エマ』第2巻と同日に『シャーリー』のタイトルでエンターブレインから出版され、思わぬ部数の売り上げがあったという。『エマ』は本作と同様に近代のイギリスを生きるメイドを主人公とした漫画作品であり（『エマ』の舞台はヴィクトリア朝時代で、『シャーリー』よりわずかに遡る）、作者の森は『シャーリー』が好評だったのは『エマ』があってこその結果であると分析している。
単行本発行から約3年半が経った2006年10月25日には、『コミックビームFellows!』（エンターブレイン）Vol.2において「シャーリー・メディスン」のタイトルで読み切りの新作エピソードが発表された。以降不定期に新作が発表されており、同誌の流れを汲む漫画誌『Fellows!』volume10B（2010年4月15日発売）及びvolume11B（同年6月15日発売）、『Fellows!』から誌名が変更された『ハルタ』volume2（2013年3月15日発売）及びvolume3（同年4月15日発売）、volume14（2014年5月15日発売）、volume17（同年8月11日発売）、volume52（2018年3月15日発売）、volume61（2019年2月15日発売）、『ハルタ』などから派生した『青騎士』Nr.1（2021年4月20日発売）、Nr.13B（2023年4月20日発売）に新作エピソードが掲載されている。
商業誌にて再開後のエピソードを収めた第2巻は、最初の単行本から11年を隔てた2014年9月13日に発売された。現状、『ハルタ』volume52以降に掲載された話数が単行本未収録である。

## あらすじ
ある日、カフェ「モナ・リザ」を営む独身女性ベネット・クランリーの元に、メイドの職を求めてきた13歳の少女、シャーリー・メディスンが現れる。そのあまりの年若さにベネットは雇うことをためらうが、他にシャーリーを受け入れる先があるとも思えず、またシャーリーの様子に行くあてが他にないのを察して頭を抱える。結局、シャーリーに料理の心得があり、特にティプシーケーキを作れることを知ったベネットは、それを理由にして住み込みで雇うことを承諾する。
年齢の割には有能なメイドとして働くシャーリーの日常と、カフェで常連客を相手にするベネットの日常と、あまり自分の素性や本心を明かそうとしないシャーリーがベネットの家族として受け入れられていく様子、上流階級と距離を置こうとするベネットの悩みなどが描かれていく。

## 登場人物
シャーリー・メディスン
ベネットが出した求人広告を見て訪ねてきた13歳の少女。両親はおらず天涯孤独の身である。メイドの経験はあるらしく、幼いながらも非常に優秀で、炊事、掃除などの家事を見事にこなす。働き者で完璧主義の一面も見せるが、身長が低いため高所の掃除や物を取ることなどは苦手で、失敗が少ない反面、ふとしたきっかけで立て続けにミスをしてしまうこともある。主人であるベネットを慕い、憧れてもいる様子。
口数は少なく態度は控えめだが、人目がない場所では無邪気な喜びを露にする。ベネットからもらった人形を「マリー」と名付けて可愛がっており、端切れを使って衣装を繕うなど、手先の器用さにはベネットも感心している。
なお作者によれば、13歳のメイドという設定は映画『魔女の宅急便』の主人公・キキから得た着想であるという。
ベネット・クランリー
レーベンス通りに居を構えるシャーリーの主人。28歳。元は上流階級の令嬢だったようだが、両親の死後は「モナ・リザ」というカフェを経営している。飲食店を一人で切り盛りしていることもあって料理は得意だが、多忙さに家事や庭の手入れまで手が回らず、メイドを雇おうと求人広告を出していた。13歳のシャーリーがやって来たのは年齢制限を記載するのを忘れていたため。
お嬢様育ちのため楽観的で、人当たりのいい性格。シャーリーの失敗を責めるようなことはしないが、客人に対する非礼はすぐさま窘めるなど、主人としての器量を持ち合わせた人物。独り身でいるため、劇中では幾度も周囲に結婚の意思について訊かれており、そのことに辟易している。かつては婚約者がいたものの5年前に別れており、相手の男性はその後もベネットに対して強い未練を残しているものの、ベネットの側は冷めた態度で対応している。経営するカフェの常連は大半が老人で、「あと5年もすれば客がいなくなる」のではないかと店の将来を危惧している。
常連の老人
本名は不明。「モナ・リザ」の常連で、よくベネットと話をしている。単行本第1巻に収録の短編「メアリ・バンクス」でも、市民の一人としてベネットと共に登場したほか、同じく第1巻収録の短編「僕とネリーとある日の午後」においても同一人物（庭師の「おじさん」名義。ルーシーという名の孫娘がいる）として登場する。

## 単行本
2003年に出版された最初の単行本は巻数が明記されていなかったが、2014年に商業誌掲載分を収録した第2巻が出版されると、以降の版では第1巻の巻数が表紙に明記された。また第1巻は株式会社エンターブレインより出版されたが、第1巻の出版から第2巻の出版までの間にエンターブレインの体制がKADOKAWAの社内カンパニーという位置づけに体制に変化している。
森が商業誌デビューする前に描かれた全5話のエピソードは第1巻に収録され、本作以外にも読み切り作である、5歳の主人に仕えるメイドの女性の姿を描いた「僕とネリーとある日の午後」、いたずら好きな主人に仕えるメイドの話「メアリ・バンクス」が収録されている。
- 森薫 『シャーリー』 KADOKAWA（発行）・エンターブレイン（企画・制作）〈ビームコミックス〉、既刊2巻（2014年9月現在）
  - 1巻、2003年3月7日発行（2月24日発売[4]）、ISBN 4-7577-1313-4
  - 2巻、2014年9月25日発行（9月13日発売）、ISBN 978-4-04-729917-7